# Keith Van Horne
(en) Statistiques sur pro-football-reference
Keith Van Horne (né le 6 novembre 1957 à Mount Lebanon) est un joueur américain de football américain.

## Lycée
Van Horne fait ses études à la Fullerton High School de Fullerton en Californie.

## Carrière

### Université
Il entre ensuite à l'université de Californie du Sud où il intègre l'équipe de football américain de l'établissement. Lors de ses années universitaire, il est nommé All-America comme offensive tackle.

### Professionnel
Keith Van Horne est sélectionné au premier tour du draft de la NFL de 1981 par les Bears de Chicago au onzième choix. Arrivant à Chicago, il est mis titulaire lors de sa première saison. À partir de ce moment-là, il devient un élément récurrent de l'équipe. En 1985, Van Horne remporte avec son équipe de Chicago le Super Bowl XX, seul titre majeur de sa carrière.
En 1988, il se marie avec Eleanor Mondale mais divorce un an après leur union. Van Horne continue à jouer comme titulaire, ne manquant aucun match de 1990 à 1992. En 1993, il se voit relégué au poste de remplaçant et prend sa retraite après la saison écoulée.
Il vit aujourd'hui à Chicago

## Statistiques
Keith a joué treize saisons en National Football League; participant à 186 matchs dont 169 comme titulaire et récupérant sept fumbles.